# Ahnfeltiophycidae
Ahnfeltiophycidae G.W. Saunders & Hommersand, 2004, segundo o sistema de classificação de Saunders e Hommersand (2004), é o nome botânico de uma subclasse de algas vermelhas da classe Florideophyceae, subfilo Eurhodophytina.
- Subclasse nova, não existente em nenhuma das classificações anteriores.

## Taxons inferiores
Ordem 1: Ahnfeltiales C.A. Maggs & C.M. Pueschel, 1989
Ordem 2: Pihiellales C.A.Huisman et al. 2003
- O sistema de classificação de Yoon et a. (2006) não incluiu esta subclasse. Transferiu as ordens desta subclasse para a classe Florideophyceae, subfilo Rhodophytina.